# Bahia Grand Panama
Bahia Grand Panama (precedentemente noto come Trump International Hotel & Tower Panama, e prima ancora Trump Ocean Club o Trump Ocean Club International Hotel and Tower) è un grattacielo situato a Panama, capitale dell'omonimo stato. È l'edificio più alto dell'America centrale.
La costruzione del grattacielo è iniziata nel 2007 ed è stato completato nel 2011. È alto 284 m ed è costituito da 70 piani.
Al suo interno vi si trovano un hotel e degli appartamenti, su uno spazio totale di 230.000 m², il progetto include 396 stanze dell'albergo, 700 appartamenti, 1500 posti parcheggio, negozi, un casinò, una spiaggia privata su Viveros Island, un molo, una palestra, un centro benessere, una piscina, sale per feste o eventi e un business center.